# Mike Henry
Pour l’article homonyme, voir Mike Henry (acteur).
Mike Henry est un acteur américain et un défenseur professionnel de football américain né le 15 août 1936 à Los Angeles, Californie (États-Unis) et mort le 8 janvier 2021 à Burbank en Californie. Il est connu pour son rôle de Tarzan dans la trilogie de films des années 1960 et pour celui de Junior dans la trilogie Cours après moi shérif.

## Biographie
Après avoir été diagnostiqué avec la maladie de Parkinson, il se retire de la scène en 1988. Henry meurt le 8 janvier 2021, à l'âge de 84 ans, au Providence Saint Joseph Medical Center de Burbank, en Californie, après des années de complications liées à la maladie de Parkinson et à l'encéphalopathie traumatique chronique.

## Filmographie
- 1963 : La Montagne des neuf Spencer (Spencer's Mountain) : Spencer Brother
- 1963 : Les dingues sont lâchés (Palm Springs Weekend) de Norman Taurog : Doorman
- 1966 : Tarzan and the Valley of Gold (en) : Tarzan
- 1967 : Tarzan et le Jaguar Maudit (Tarzan and the Great River (en)) : Tarzan
- 1968 : Tarzan et l’Enfant de la jungle (Tarzan and the Jungle Boy (en)) : Tarzan
- 1968 : Les Bérets verts (The Green Berets) : Sgt. Kowalski
- 1968 : More Dead Than Alive (en) : Luke Santee
- 1969 : Number One : Walt Chaffee
- 1970 : Rio Lobo : Rio Lobo Sheriff 'Blue Tom' Hendricks
- 1971 : Inside O.U.T. (TV) : Chuck Dandy
- 1972 : Michael O'Hara the Fourth (TV) : Fargo
- 1972 : Alerte à la bombe (Skyjacked) : Sam Allen
- 1973 : Soleil vert (Soylent Green) : Sgt. Kulozik
- 1974 : Plein la gueule (The Longest Yard) : Rassmeusen
- 1976 : Mean Johnny Barrows : Carlo Da Vince
- 1976 : Adiós Amigo
- 1976 : No Way Back
- 1977 : Cours après moi shérif (Smokey and the Bandit) : Junior Justice
- 1980 : Tu fais pas le poids, shérif ! (Smokey and the Bandit II) : Junior Justice
- 1983 : Smokey and the Bandit Part 3 : Junior Justice
- 1987 : Une chance pas croyable (Outrageous Fortune) : Russian #1
- 1988 : Hôpital central (General Hospital) (série TV) : Rudolpho (unknown episodes, 1988)